# Église Saint-Hilaire de Boissy-la-Rivière
L'église Saint-Hilaire de Boissy-la-Rivière est une église paroissiale catholique, dédiée à saint Hilaire, située dans la commune française de Boissy-la-Rivière et le département de l'Essonne.

## Historique
L'édifice actuel date du XIIIe siècle et a fait l'objet de rénovations aux XVIe siècle et XIXe siècle. 
Depuis un arrêté du 26 mars 1926, l'église est inscrite au titre des monuments historiques.

## Description
L'édifice abrite deux tableaux du XVIIIe siècle de Frédou, un Saint-Hilaire et un Saint-Eloi. 

## Pour approfondir